# Heribert Prantl
Heribert Prantl, né le 30 juillet 1953 à Nittenau, est un juriste, journaliste, éditorialiste et essayiste allemand. Il dirige la rédaction de politique intérieure de la Süddeutsche Zeitung à Munich. Heribert Prantl vit à Munich.

## Prix et distinctions
- 1983 : Prix de la science de l'université de Ratisbonne et de la Maison Thurn und Taxis (Sciences économiques et droit)
- 1989 : Prix de la fondation pour la presse du Tagesspiegel à Berlin
- 1992 : Prix de la presse de la Deutscher Anwaltverein pour son Plaidoyer pour le renforcement de la constitution
- 1994 : Prix frère et sœur Scholl pour le livre Deutschland, leicht entflammbar
- 1996 : Prix Kurt Tucholsky
- 1999 : Prix Siebenpfeiffer pour la liberté et les droits démocratiques
- 2001 : Prix Theodor Wolff dans la catégorie « Essai » pour la contribution Lob der Provinz, Süddeutsche Zeitung du 1er et 2 avril 2000
- 2004 : Prix de rhétorique pour le discours de l'année 2004 décerné par l'université Eberhard Karl de Tübingen
- 2006 : Prix Erich Fromm, avec Hans Leyendecker[1]
- 2006 : Prix Arnold Freymuth
- 2010 : Cicero-Rednerpreis

## Publications
- Die journalistische Information zwischen Ausschlußrecht und Gemeinfreiheit. Eine Studie zum sogenannten Nachrichtenschutz, zum mittelbaren Schutz der journalistischen Information durch § 1 UWG und zum Exklusivvertrag über journalistische Informationen., Verlag E.u.W. Gieseking, Bielefeld, 1983  (ISBN 3-7694-0199-9)
- Deutschland - leicht entflammbar. Ermittlungen gegen die Bonner Politik., Carl Hanser Verlag, Munich/Vienne, 1994  (ISBN 3-446-17691-8)
- Wehrmachtsverbrechen. Eine deutsche Kontroverse., Hoffmann und Campe Verlag, Hambourg, 1997  (ISBN 3-455-10365-0)
- Sind wir noch zu retten? Anstiftung zum Widerstand gegen eine gefährliche Politik. Carl Hanser Verlag, Munich/Vienne, 1998  (ISBN 3-446-18541-0)
- Rot-Grün – Eine erste Bilanz., Hoffmann und Campe Verlag, Hambourg, 1999  (ISBN 3455103839)
- Avec Hans Leyendecker et Michael Stiller : Helmut Kohl, die Macht und das Geld., Steidl Verlag, Göttingen, 2000  (ISBN 3882437383)
- Avec Thomas Vormbaum (éditeur) : Juristisches Zeitgeschehen 2000 in der Süddeutschen Zeitung., Nomos Verlagsgesellschaft, Baden-Baden, 2001  (ISBN 3-7890-7540-X)
- Avec Arthur Kaufmann : Was der Mensch dem Menschen schuldet, Carl Heymanns Verlag, Cologne/Berlin/Bonn/Munich, tiré à part, 2001
- Verdächtig – Der starke Staat und die Politik der inneren Unsicherheit., Europa Verlag, Hambourg, 2002  (ISBN 3203810417)
- Avec Thomas Vormbaum (éditeur) : Juristisches Zeitgeschehen 2001 in der Süddeutschen Zeitung., Nomos Verlagsgesellschaft, Baden-Baden, 2002  (ISBN 3-7890-8298-8)
- Avec Thomas Vormbaum (éditeur) : Juristisches Zeitgeschehen 2002 in der Süddeutschen Zeitung., Berliner Wissenschafts-Verlag, Berlin, 2003  (ISBN 3-8305-0618-X)
- Avec Thomas Vormbaum (éditeur) : Juristisches Zeitgeschehen 2003 in der Süddeutschen Zeitung., Berliner Wissenschafts-Verlag, Berlin, 2004  (ISBN 3-8305-0882-4)
- Avec Thomas Vormbaum (éditeur) : Juristisches Zeitgeschehen 2004 in der Süddeutschen Zeitung., Berliner Wissenschafts-Verlag, Berlin, 2005  (ISBN 3-8305-1062-4)
- Kein schöner Land – Die Zerstörung der sozialen Gerechtigkeit. Droemer Verlag, Munich, 2005  (ISBN 3-426-27363-2)
- Entretien avec Hans-Jochen Vogel : Politik und Anstand. Warum wir ohne Werte nicht leben können., Herder Verlag, Fribourg/Bâle/Vienne, 2005  (ISBN 3-451-28608-4)